# Heinkel HD 37
L'Heinkel HD 37 era un caccia monomotore biplano sviluppato dall'azienda tedesca Ernst Heinkel Flugzeugwerke nei tardi anni venti ma prodotto in Unione Sovietica dalla TsKB con la designazione militare I-7 (I stava per istrebitel, caccia).
Proposto al Reichswehr come dotazione dei propri reparti di volo, gli fu preferito il Fokker D.XIII quindi, pur inizialmente gravato da problemi di maneggevolezza, proposto per l'Unione Sovietica che alla fine lo accettò in sostituzione del suo sviluppo HD 43 rivelatosi ancora più insoddisfacente.

## Storia del progetto
Nei primi anni venti, al fine di aggirare le limitazioni all'aviazione militare e civile imposte alla Repubblica di Weimar dal Trattato di Versailles, venne iniziata una collaborazione con il costituendo governo dell'Unione Sovietica che prevedeva la realizzazione di stabilimenti nel loro territorio. Gli accordi in seguito, nel 1928, permisero al personale militare del Reichswehr di poter fondare una scuola di volo clandestina per la formazione dei propri piloti presso le strutture dell'aeroporto di Lipeck, dove si testavano anche i nuovi velivoli prodotti su richiesta del governo sovietico da assegnare ai reparti della propria aeronautica militare, la Sovetskie Voenno-vozdušnye sily.
Questo permise al Reichswehrministerium, il ministero della difesa tedesco del periodo, di poter sviluppare segretamente i primi velivoli da combattimento emettendo a sua volta delle specifiche per la realizzazione dei modelli, costruiti illegalmente in territorio tedesco, che dovevano ricostituire la propria forza aerea. Un ulteriore passo venne compiuto dall'inizio del 1930, quando cessarono i corsi di formazione per piloti da ricognizione per istituire quelli per piloti da caccia costituendo la WIVUPAL (Wissenschaftliche Versuchs und Preussanstalt fuer Luftfahrzeuge) ed eliminando i vecchi modelli da ricognizione biposto per introdurre i nuovi caccia monoposto realizzati nel periodo.
Tra il 1928 ed il 1931 vennero provati circa una ventina di nuovi modelli realizzati dalla Arado Flugzeugwerke, gli SD H, SD III, SSD I, Ar 64 e Ar 65, dalla Junkers, il biposto K 47, dalla Dornier-Werke, il biposto Do 10, dalla Heinkel Flugzeugwerke, gli HD 37, HD 38, HD 45 e HD 46, e dalla Focke-Wulf con gli S 39 e A 40 da ricognizione.

### Sviluppo
L'HD 37 venne progettato da Ernst Heinkel nel 1927, per sfruttare l'opportunità offerta dall'esigenza del Reichswehr di poter disporre di un nuovo caccia. Il velivolo conservava l'impostazione classica del periodo, un monomotore equipaggiato con il longevo BMW VI 7,3Z 12 cilindri a V raffreddato a liquido, monoposto ad abitacolo aperto, con velatura biplana e carrello d'atterraggio fisso. Proposto alla commissione di valutazione delle autorità militari tedesche venne raffrontato con il pari ruolo Fokker D.XIII, realizzato dall'oramai azienda olandese che Anthony Fokker decise di spostare prima della conclusione della prima guerra mondiale; al termine delle prove comparative quest'ultimo fu preferito alla proposta di Heinkel. Tuttavia il governo sovietico stava cercando anch'esso un nuovo modello con cui affiancare e sostituire progressivamente gli I-1 (Polikarpov I-1 e Grigorovich I-1) e I-2. I progetti nazionali che erano in quel periodo fase di sviluppo (gli I-3 ed I-4) erano gravati da alcuni problemi: il primo, di natura tecnica, poiché non rispondeva completamente alle aspettative, il secondo, sviluppato da Andrej Nikolaevič Tupolev presso lo TsAGI, di natura economica dato che risultava tanto promettente quanto costoso. Per cercare di ovviare alla situazione il governo sovietico valutò l'opportunità di acquistare un progetto e la relativa licenza di produzione all'estero.
Nell'estate 1928 i due prototipi, numero di serie 291 e 292, vennero quindi inviati all'aeroporto di Lipeck dove vennero visionati dalle autorità militari sovietiche. I voli di prova, affidati ai piloti collaudatori Victor Pisarenko e Ivan Kozlov ebbero inizio nel mese di luglio incontrando però vari problemi nella manovrabilità del mezzo. Il 20 luglio Pisarenko perse il controllo del suo velivolo, il 291, non riuscendo ad uscire da una vite piatta e fu costretto a gettarsi con il paracadute, non riuscendo ad evitare che si schiantasse al suolo. L'episodio fu giudicato preoccupante al punto tale da sospendere ogni altro volo ed un rappresentante della Heinkel venne convocato a Mosca per giustificare queste prestazioni. Per tentare di risolvere il contenzioso venne richiamato un pilota collaudatore tedesco che dimostrò la capacità del velivolo di effettuare la manovra acrobatica effettuando una serie di cinque avvitamenti destrorsi seguiti da altrettanti sinistrorsi. A quel punto parve evidente che i problemi dovevano essere trovati altrove e si scoprì che, analizzando con più attenzione il manuale del velivolo i comandi dei timoni dovevano essere invertiti.
Kozlov riprese le prove di volo il 14 agosto successivo sul nr. 292 rimasto (riuscendo ora ad eseguire la manovra di avvitamento pur non dichiarandosene pienamente soddisfatto) e ritenendole concluse il 29 agosto. In questo periodo di tempo riuscì ad ottenere ottime prestazioni in velocità massima, raggiungendo i 300 km/h a livello del mare (prestazione di rilievo per il periodo pur inferiore ai 310 km/h dichiarati possibili dalla Heinkel) e nel tempo di salita, con i 5 000 m di quota raggiunti in 10,2 minuti (prestazione persino leggermente inferiore rispetto ai dati tedeschi). I dati estrapolati dimostrarono che il modello risultava più efficace dell'I-4 in un combattimento ravvicinato, tuttavia venne richiesto di porre rimedio alle carenze riscontrate prima di raccomandare l'acquisto dell'HD 37.
Le richieste sovietiche si rivelarono sostanziali obbligando l'azienda tedesca a rivedere numerosi aspetti del suo modello, prevedendo interventi sulla velatura con un diverso profilo alare, variazioni al rapporto tra le superfici delle due ali, l'adozione di un carrello di atterraggio di diverso disegno e modifiche agli elementi dell'impennaggio; tali interventi oltre che risultare costosi richiedevano tempi di intervento dilatati. Heinkel nel frattempo stava sviluppando un nuovo modello per rispondere ad una specifica emessa dal Reichswehr per la fornitura di un nuovo velivolo da caccia da assegnare alla Deutsche Verkehrsfliegerschule (DVS), una organizzazione paramilitare clandestina che operava nelle scuole di volo civili. Il nuovo progetto, che assunse la designazione aziendale HD 43, venne valutato assieme all'Arado Ar 64 con poco successo, tanto da essere scartato in favore di quest'ultimo; Heinkel decise comunque di proporlo ai sovietici come alternativa all'HD 37. Le prove svolte tuttavia rivelarono che le caratteristiche generali erano ancora inferiori rispetto a quelle del suo predecessore; la proposta venne quindi declinata e, al contrario, fu sollecitata l'ultimazione delle modifiche sull'HD 37 pena l'annullamento di qualsiasi rapporto commerciale.

## Tecnica
L'HD 37 era un velivolo realizzato in tecnica mista e dall'aspetto, per l'epoca convenzionale: monomotore monoposto con configurazione alare biplano-sesquiplana e carrello fisso.
La fusoliera, la cui struttura era realizzata in tubi di acciaio saldati ricoperti in tela trattata e verniciata tranne che attorno all'abitacolo, ricoperta da pannelli in duralluminio, presentava l'unico abitacolo (occupato dal pilota) aperto, protetto anteriormente da un parabrezza e raccordato alla fusoliera, verso la coda, in una pinna dorsale. Posteriormente terminava in un impennaggio classico monoderiva dotato di piani orizzontali controventati tramite un'asta di controvento per lato.
La configurazione alare adottata era biplano-sesquiplana, ossia caratterizzata dall'ala inferiore, montata bassa sulla fusoliera e sensibilmente traslata verso coda, di apertura ridotta rispetto a quella superiore, montata alta a parasole. Le due ali erano collegate tra loro da una coppia di montanti ad "N" per ciascun lato, integrati da tiranti in cavetto d'acciaio, mentre quella superiore era unita alla sommità della fusoliera con una semplice struttura tubolare. Le due ali presentavano una rientranza che migliorava la visibilità anteriore del pilota.
Il carrello d'atterraggio era fisso, anteriormente a struttura deformabile ed ammortizzato, dotato di ruote di grande diametro senza alcuna carenatura per meglio adattarsi alle varie caratteristiche dei terreni sovietici, integrato posteriormente da un pattino d'appoggio anch'esso ammortizzato. Nel periodo invernale gli elementi inferiori potevano essere agevolmente sostituiti da pattini per meglio operare su terreni innevati e ghiacciati.
La propulsione era affidata ad un motore Mikulin M-17, un 12 cilindri 12 cilindri a V di 60° raffreddato a liquido, copia dell'originale BMW VI realizzato in Unione Sovietica su licenza della tedesca BMW Flugmotorenbau, che nella sua versione "F" era in grado di erogare una potenza pari a 730 CV (537 kW). Posizionato all'apice anteriore della fusoliera e racchiuso da un cofano metallico di tipo automobilistico, era abbinato ad un'elica bipala.
L'armamento era costituito da una coppia di mitragliatrici PV-1 calibro 7,62 mm posizionate in caccia, equipaggiamento standard dei caccia sovietici dell'epoca.

## Utilizzatori
Unione Sovietica
- Voenno-vozdušnye sily